# 卢森堡国旗
盧森堡國旗是一面三色旗，由紅、白、藍三橫條組成。採用於1972年6月23日 （紅、白、藍的樣式在1845年已經出現）。卢森堡直到1830年才有了国旗，当时爱国者们被敦促展示国旗颜色。1848年，国旗被定义为红、白、蓝三色水平三色旗，但直到1993年才正式采用。卢森堡三色旗的图案与荷兰国旗几乎完全相同，只是前者更长，且浅蓝色条纹和红色条纹颜色较浅。红、白、浅蓝色源自卢森堡家族的盾徽。

## 设计

### 颜色和比例
| 顏色標準     | 紅      | 白      | 藍      |
| ------------ | ------- | ------- | ------- |
| Pantone      | 032C    | White   | 299C    |
| 網頁顏色標準 | #EF3340 | #FFFFFF | #FF7900 |

## 與荷蘭國旗的區別
- 卢森堡的国旗和荷兰国旗非常相似，唯一的区别是卢森堡国旗的下方为浅蓝色，而荷兰为深蓝色。

盧森堡國旗為：
- 紅色：Pantone 032C、藍色：Pantone 299C
- 比例為3:5或1:2

荷蘭國旗為：
- 紅色：Pantone 032C、藍色：Pantone 286C
- 比例為2:3

盧森堡國旗
荷蘭國旗

## 其他旗帜
红狮旗（De Roude Léiw ）是卢森堡民用旗帜的通用名称。它也可以更具体地指卢森堡的纹章动物，常被用作卢森堡相关机构和符号的徽章或吉祥物。
该旗帜由十条蓝白相间的水平条纹组成，背景上是一头戴着金冠、长着爪子和舌头的红狮。
“卢森堡之路”自中世纪以来就一直被使用，被视为代表卢森堡人民身份和遗产的最古老和传统的象征之一。

## 船用旗
為藍白相間橫條地 （共十條），上有金冠金舌紅獅。與比利時盧森堡省省旗類似。

## 国旗争议
2006年10月5日，基督教社会人民党议员米歇尔·沃尔特向议会提交了第5617号法案草案。寻求用卢森堡红旗取代卢森堡三色国旗。沃尔特的主要论点是，卢森堡三色国旗很容易与荷兰国旗混淆，唯一的区别是红蓝两色的色调较浅。这在国际上会造成很大的混淆，因为卢森堡国旗在国际上不太为人所知。  大多数议员，甚至沃尔特本人所在的基督教社会人民党内成员，都对此事漠不关心。许多人质疑这种改变的好处，并表示目前其他政治问题更为重要。国务委员会也认同这些观点，并在2008年4月8日发表的评估报告中公开批评该项目的冗余，其中包含一些讽刺性的评论。该法案草案经多个议会委员会审议，但最终被第一届让-克洛德·容克内阁否决。
2009年11月23日，首相让-克洛德·容克向议会提交了第6087号法案草案，提出一项折衷解决方案，修改1972年法律第2条，并允许“红狮旗”作为国旗在卢森堡境内使用。

## 相似国旗
| 国旗 | 日期            | 使用                     | 备注                                                |
| ---- | --------------- | ------------------------ | --------------------------------------------------- |
|      | 1993 -          | 卢森堡大公国 (比例: 3:5) | 此版本自1993年起使用。                              |
|      | 1937年2月19日 - | 荷兰王国 (比例: 2:3)     | 1937年2月19日正式启用；其他变体自中世纪即开始使用。 |